# 保罗·梅利茨
保罗·梅利茨（德語：Paul Mehlitz，1906年12月24日—1982年12月7日），德国男子曲棍球运动员，场上位置是前锋。他曾代表德国参加1936年夏季奥林匹克运动会曲棍球比赛，获得一枚银牌。